# Stenoidion
Stenoidion is een kevergeslacht uit de familie van de boktorren (Cerambycidae). De wetenschappelijke naam van het geslacht werd voor het eerst geldig gepubliceerd in 1970 door Martins.

## Soorten
Stenoidion omvat de volgende soorten:
- Stenoidion amphigyum Martins, 1970
- Stenoidion apicatum (Martins, 1962)
- Stenoidion corallinum (Bates, 1870)
- Stenoidion schmidi Martins & Galileo, 2009